# 餓鬼事経
『餓鬼事経』（がきじきょう、巴: Peta-vatthu、ペータヴァットゥ）とは、パーリ仏典経蔵小部の第7経。
餓鬼道の有り様とそこに生まれることになった業を説いたもの。

## 構成
4つの品から成る。
1. 蛇品（Uraga-vagga）
2. ウッバリ品（Ubbari-vagga）
3. 小品（Cūḷa-vagga）
4. 大品（Mahā-vagga）

## 日本語訳
- 『南伝大蔵経』 大蔵出版
- 『死者たちの物語―『餓鬼事経』和訳と解説』 藤本晃、国書刊行会　2007年
  - 『初期仏教経典 現代語訳と解説―餓鬼事経―死者たちの物語』 サンガ 2016年
- 『小部経典』 第2巻、正田大観、Kindle 2015年